# Raphael Bousso
Raphael Bousso (* 1971 oder 1972) ist ein theoretischer Physiker, der Beiträge zum holographischen Prinzip geleistet hat und sich mit Quantengravitation, Stringtheorie und Kosmologie befasst.
Bousso wurde 1997 an der Universität Cambridge (St. John’s College) bei Stephen Hawking promoviert (Pair creation of black holes in cosmology). Als Post-Doktorand war er an der Stanford University und am Kavli Institute for Theoretical Physics in Santa Barbara (Kalifornien). 2002/03 war er Fellow an der Harvard University (und am dortigen Radcliffe Institute for Advanced Study) und 2003 ging er an die University of California, Berkeley, an der er Professor wurde.
Er ist bekannt für seine kovariante Formulierung der Bekenstein-Grenze. Bousso, Horacio Casini, Juan Maldacena und Zachary Fisher gaben dafür auch eine quantentheoretische Erklärung (wie zuvor Casini bei der Bekenstein-Grenze).
Er ist auch für Arbeiten zum String Theory Landscape bekannt (teilweise mit Joseph Polchinski), der Frage wie unter den vielen in der Stringtheorie möglichen Vakua der bekannte Kosmos ausgewählt wurde und wie dadurch die geringe Größe der kosmologischen Konstante, die Existenz von Dunkler Energie, das Hierarchieproblem und anderes erklärt werden kann.
Außerdem befasst er sich mit dem Informationsparadoxon Schwarzer Löcher und war an der Firewall-Diskussion von Polchinski beteiligt.

## Schriften
- The holographic principle. In: Reviews of Modern Physics. Band 74, 2002, S. 825–874, Arxiv
- mit Joseph Polchinski: The string theory landscape. In: Scientific American. Band 291, September 2004, S. 60–69
- Holographic Probabilities in Eternal Inflation. In: Physical Review Letters. Band 97, 2006, S. 191302, Arxiv
- The Cosmological Constant Problem, Dark Energy, and the Landscape of String Theory. In: Subnuclear Physics: Past, Present and Future. Pontificial Academy of Sciences, Vatican (October 2011), Arxiv
- mit Ben Freivogel, Stefan Leichenauer, Vladimir Rosenhaus: A geometric solution to the coincidence problem, and the size of the landscape as the origin of hierarchy. In: Physical Review Letters. Band 106, 2011, S. 101301, Arxiv
- Frozen Vacuum. In: Physical Review Letters. Band 112, 2014, S. 041102, Arxiv
- TASI Lectures on the cosmological constant. 2007, Arxiv
- mit Ben Freivogel, I-Sheng Yang: Eternal inflation, the inside story. In: Physical Review D. Band 74, 2006, 103516, Arxiv
- mit Ben Freivogel, Stefan Leichenauer, Vladimir Rosenhaus: Eternal inflation predicts that time will end. In: Physical Review D. Band 83, 2011, 023525, Arxiv